# 宗我部としのり
宗我部 としのり（そがべ としのり、1975年5月5日 - ）は、日本の漫画家。男性、血液型はO型。
かつて成人向け漫画作品等を羽田としのり名義で執筆していた。好きなプロ野球の球団は阪神タイガース。

## 作品リスト

### 連載
- あまえないでよっ!!（原作協力：ボヘミアンK、『月刊コミックガム』2003年9月号 - 2007年2月号、全7巻） - テレビアニメ化もされている[2]
  - あまえないでよっ!! MS（原案：ボヘミアンK、『月刊コミックガム』2007年3月号 - 2009年8月号、全6巻）
  - あまえないでよっ!! R（原案：ボヘミアンK、『コミックガム』2015年8月26日 - 2016年1月13日、全1巻）
- オレンジでりばりぃ（原作：ボヘミアンK、『月刊コミックRUSH』2004年3月号 - 2006年3月号、全4巻）
- ごてんばチアリーダーズ（『ヤングキング』2007年No.2 - 2009年No.18[3]、全8巻）
- 99 -NINETY NINE-（『月刊コミックガム』2009年12月号 - 2011年3月号[4]、全3巻）
- はなさか！（『ヤングキング』2010年No.2[5] - 同年No.16、全2巻） - 連載前の仮タイトルは『はなさかシンドローム（仮）』[6]
- 出番ですよ?近藤さん!（『ヤングキング』2010年No.20[1] - 2011年No.11、全2巻）
- くろがね姫（『月刊コミックガム』2011年10月号[7] - 2013年6月号[8]、全4巻）
- みずたまリンドウ（『月刊コミックアライブ』2012年6月号[9] - 10月号、全1巻）
- ネの國の雲（『月刊コミックガム』2014年3月号[10] - 7月号[11]、全1巻）
- デジマンデス（『月刊コミックガム』2014年9月号[12] - 2015年7月号（休刊号[13]）→『WEBコミックガム』2015年8月26日[14] - ）
- オッス!はるかちゃん（『月刊少年チャンピオン』2016年10月号[15] - 2017年9月号[16]、全3巻）
- スクラップド・プリンセス（原作：榊一郎、『コミッククリア』2016年10月14日[17] - 2018年5月11日、全3巻） - 同名作品のコミカライズ
- 魔法少女サイトSept（原作：佐藤健太郎、『Champion タップ!』2017年10月26日[18] - 2018年6月28日 → 『マンガクロス』2018年7月26日 - 8月30日、全2巻） - 『魔法少女サイト』のスピンオフ
- シタイの♡カレンさん!!（『ピッコマ』2019年5月6日[19] - ）
- ヤンキーJKクズハナちゃん（『週刊少年チャンピオン』2020年16号[20] - 連載中、既刊26巻）

### 読切
- ねこのヒダリテ（『月刊コミックガム』2003年7月号）
- たまちゃんソフトスマッシュ!（『まんがライフMOMO』2005年11月号）
- 打った!何割!?豊夢庵!!（『月刊コミックRUSH』2006年6月号）
- 忍露丸（『月刊コミックRUSH』2006年8月号）
- 花咲くまつり（『月刊コンプエース』2006年Vol.9）
- 断罪者（『月刊コミックガム』2006年11月号付録「シャッフル・ガム」）
- 純情しぼりSPLASH！（『コミックフラッパー』2009年12月号）
- 湯〜わく♡番台パラダイス（『月刊少年チャンピオン』2019年1月号[21]） - 『お姉さんにイイことされちゃうアンソロジーコミック』収録[22]

### その他
- 刃牙シリーズ30周年記念企画お祝いイラスト（『週刊少年チャンピオン』2021年44号[23]）

## 成人向け漫画

### 宗我部としのり名義
- はるかスーツアクト！（『ヤングコミック』2011年7月号 - 2012年2月号）

### 羽田としのり名義
- VERY SWEET PORTION（司書房、2002年発行）
- Yell!（文苑堂、2003年発行）
- PET-13（司書房、2005年発行）